# ヒリス・ファン・ファルケンボルフ
ヒリス・ファン・ファルケンボルフ（Gillis van Valckenborch、Egidius van Valckenborchとも、1570年生まれ、1622年の3月か4月に没）はフランドルの画家である。おもにドイツで働き、聖書や神話のエピソード、ギリシャやローマの歴史を題材にした多くの人物のいる風景画を描いた 。

## 略歴
アントウェルペンで生まれた。父親のマルテン・ファン・ファルケンボルフ(Marten van Valckenborch: c.1535-1612)と父親の弟のルーカス・ファン・ファルケンボルフ(Lucas van Valckenborch: c.1535-1597)も画家で、ヒリス・ファン・ファルケンボルフの兄のフレデリク・ファン・ファルケンボルフ(Frederik van Valckenborch: 1566-1623)も画家になった。この一族からは14人の名前が知られた画家が出た。 
父親はルーヴェンの生まれであったが、フランドルをスペイン軍が侵攻した1560年代にアントウェルペンに移った。さらに多くのフランドルの住民と共に家族はフランクフルトに移った。
ヒリス・ファン・ファルケンボルフは初めアントウェルペンで兄のフレデリクから絵を学んだ。1590年から1592年の間に兄とイタリアに旅したと考えられているが、ファルケンボルフの描いたイタリアの風景画があること以外の証拠はない。フランクフルトに戻って、1596年か1597年にフランクフルトの女性と結婚し、フランクフルトの市民権を得た。同名の息子、ヒリス(Gillis van Valckenborch II:1599-1634)やヘンドリク・ファン・デル・ボルヒト(Hendrik van der Borcht: 1583-1651)を弟子にした。
聖書や神話のエピソード、ギリシャやローマの歴史を題材に風景画を描き、動きのある人物を描いたことで知られる。しばしば神話の神々の宴という題材を描いた。